# Worms: Reloaded
Worms: Reloaded es un videojuego de estrategia por turnos desarrollado por Team17 y publicado el 26 de agosto de 2010 para Windows y Mac OS X mediante Steam.
Worms: Reloaded está basado en gran parte en la versión para videoconsolas de Worms 2: Armageddon, publicada para Xbox Live Arcade en 2009.
Los jugadores se turnan para controlar a su equipo de gusanos con el objetivo final de eliminar a los equipos adversarios. El jugador debe actuar dentro de un tiempo límite antes de que finalice el turno.

## Jugabilidad
El modo de juego de Worms: Realoaded es por turnos y se vuelve al aspecto en dos dimensiones original de la serie, implementado por última vez en Worms World Party (2001). Posee un modo de un jugador y otro multijugador, tanto local como en línea, este último con un máximo de 4 jugadores simultáneos.
Cada jugador controla un pequeño equipo de gusanos y debe destruir a los gusanos de los oponentes, haciendo uso de una gran variedad de armas y herramientas. El entorno es totalmente destruible y los jugadores también deben cuidar que sus gusanos no se ahoguen en el agua.

## Novedades
Hasta catorce nuevas armas como Revienta búnkeres, Hurones, Pistola centinela, Búfalo, Adoración, etcétera, que sumadas a las clásicas hacen un total de 48. 
En los escenarios encontraremos algunos detalles nuevos, como el fuego que dejan los barriles explosivos que en esta ocasión persiste durante varios turnos haciendo más difíciles las cosas, la torretas de ataque que jugarán alguna mala pasada o los imanes, que repelen o atraen los proyectiles y que dan un plus de complejidad al juego.

## Desarrollo
Durante el desarrollo del videojuego, se publicó una versión beta para Europa y otra a nivel mundial a un grupo selecto del público, ambas bajo un acuerdo de no divulgación.
El 21 de junio de 2010, en el perfil de Twitter oficial de Team17 se dio a conocer que la fase beta había terminado y declararon que el juego sería lanzado solo como descarga digital a un precio "muy atractivo".
Dos días antes del lanzamiento, Valve Corporation anunció que cualquier persona que pre-ordenó o compró Worms Reloaded durante los siguientes 10 días (del 25 de agosto al 2 de septiembre) recibiría un regalo en el Team Fortress 2.
Team17 declaró que una versión de Mac OS X estaba en desarrollo. La versión de Mac fue lanzada en Steam el 17 de mayo de 2011. Los usuarios de la versión de Mac no pueden jugar un juego multijugador con los usuarios de la versión de Windows del juego.
El juego fue lanzado para Linux el 15 de octubre de 2013 como parte de la promoción Humble Bundle con Android 7. El multijugador en línea no era multiplataforma, y sólo era compatible con la versión de Steam del juego.

## Recepción
Jon Ireson de DualShockers, quien dio a Worms: Reloaded un puntaje de 9.5/10, dijo: "Con material suficiente como para satisfacer a los veteranos de la serie y con un número adecuado de nuevas características que la refresca, Worms Reloaded es realmente el paquete que se merece la franquicia. Se hizo lo que tenía que hacerse para renovar las cosas y al mismo tiempo se mantuvo intacto el núcleo e incluso se lo pulió más que en cualquiera de las entregas anteriores".